# Emiliano Buendía
Emiliano Buendía Stati (Mar del Plata, Argentina, 25 de diciembre de 1996) es un futbolista argentino que juega de extremo derecho en el Aston Villa de la Premier League de Inglaterra.

## Trayectoria
Buendía se formó en el Cadetes de San Martín, club comandado en aquel entonces por Bernardo, del cual partió con 11 años a Real Madrid. Tras dos años en las inferiores de la Casa Blanca, como no iba a ser considerado se fue a Getafe.  
El 30 de marzo de  2014 debutó con el filial en un triunfo por 2-1 contra el CD Puerta Bonita en la Segunda División B de España. El 13 de abril marcó su primer gol, el primero de una victoria por 2-0 ante el Peña Sport FC.
Emiliano Buendía comenzó la temporada 2014-15 aún con el equipo B y en el tercer nivel, anotando dos veces en una victoria por 3-0 en casa contra el CF Fuenlabrada. El 5 de diciembre de 2014 debutó con el primer equipo a los 17 años, en sustitución de Ángel Lafita en un 3-0 en la Copa del Rey contra el Eibar en el Coliseum de Getafe. Emiliano hizo su debut en Liga BBVA el 1 de febrero de 2015, al entrar como suplente en un partido contra el Almería. 
Para la temporada 2015-16, el 27 de septiembre de 2015, anotó su primer gol, el último de la goleada por 3-0 ante el Levante UD. Esa temporada el equipo madrileño descendió de categoría.
En la siguiente temporada jugó con menos continuidad en Getafe, que recuperó su lugar en la máxima categoría. Sin embargo, el marplatense partió cedido a préstamo a Cultural y Deportiva Leonesa, de la Segunda División española.  Allí jugó toda la temporada como titular, con aceptables rendimientos, pero el equipo descendió a Segunda B.
Sin lugar en Getafe, en julio de 2018 fue traspasado al Norwich City F. C.
En Norwich marcó 8 goles en la temporada 2018-19, en la que "los canarios" salieron campeones de la Championship. Continuó en el equipo y jugó en la Premier League en la temporada 2019-20, campaña en la que el equipo perdió la categoría. 
En la 2020-21 marcó 15 goles, dio 16 asistencias y fue elegido el mejor jugador de esa campaña en la Championship,[cita requerida] logrando un nuevo ascenso a la Premier League.
Al terminar esta temporada el Aston Villa F. C. anunció su fichaje, siendo la incorporación más cara en la historia del club.

## Selección nacional

### Selección española sub-19
Por su buen trabajo en la cantera getafense, fue convocado para un amistoso con la selección de fútbol sub-19 de España, repitiendo meses más tarde para otro partido ya que continuó destacando en el filial azulón. Debido a su enorme proyección fue convocado para el Mundial sub-20 con Argentina después de debutar con el primer equipo del Getafe Club de Fútbol en el Camp Nou frente al Fútbol Club Barcelona.

### Sub-20

#### Copa Mundial Sub-20
Por su buen desempeño en su club fue incluido en la lista de 30 preseleccionados por el entrenador Humberto Grondona de la selección argentina sub-20 de cara a la Copa Mundial Sub-20 en Nueva Zelanda. El 13 de mayo de 2015, Humberto Grondona confirmó la lista de 21 futbolistas que representarían a la selección sub-20 en el Mundial de Nueva Zelanda en la cual fue convocado Emiliano Buendía.
El 21 de mayo, en el primer amistoso preparatorio jugado antes del Mundial de Nueva Zelanda, la selección argentina sub-20 perdió en Tahití por 3-1 ante el representativo mayor de ese país, en un encuentro jugado en el Estadio Pater Te Hono Nui. Emiliano Buendía jugó su primer partido con la camiseta celeste y blanca como titular. El 24 de mayo, el seleccionado jugaría el segundo y último amistoso antes de viajar a Nueva Zelanda para disputar el Mundial, contra Tahití y esta vez la albiceleste se impondría por 4 a 1. Uno de esos tantos lo marcaría Emiliano Buendía, mientras los restantes serían de Ángel Correa, Monteseirín y Simeone, mostrando buen manejo de la pelota y contundencia en ataque.

### Selección absoluta
En mayo de 2021, después de su gran temporada con Norwich, fue convocado por Lionel Scaloni para la selección argentina con miras a la doble fecha de las Eliminatorias Sudamericanas rumbo a Catar 2022.
Debutó el 1 de febrero de 2022 en la victoria 1-0 frente a Colombia por las Eliminatorias Sudamericanas, ingresando en el segundo tiempo por Giovani Lo Celso.

#### Participaciones con la selección
| Torneo                   | Sede          | Resultado    |
| ------------------------ | ------------- | ------------ |
| Copa Mundial Sub-20 2015 | Nueva Zelanda | Primera fase |

## Estadísticas

### Clubes
Actualizado al último partido disputado el 23 de noviembre de 2024.
| Club                          | Div.          | Temporada     | Liga  | Liga  | Liga   | Copas nacionales | Copas nacionales | Copas nacionales | Copas internacionales | Copas internacionales | Copas internacionales | Total | Total | Total  |
| Club                          | Div.          | Temporada     | Part. | Goles | Asist. | Part.            | Goles            | Asist.           | Part.                 | Goles                 | Asist.                | Part. | Goles | Asist. |
| ----------------------------- | ------------- | ------------- | ----- | ----- | ------ | ---------------- | ---------------- | ---------------- | --------------------- | --------------------- | --------------------- | ----- | ----- | ------ |
| Getafe C. F. "B" · España     | 2.ª B         | 2013-14       | 5     | 2     | 0      | ―                | ―                | ―                | ―                     | ―                     | ―                     | 5     | 2     | 0      |
| Getafe C. F. "B" · España     | 2.ª B         | 2014-15       | 26    | 5     | 0      | ―                | ―                | ―                | ―                     | ―                     | ―                     | 26    | 5     | 0      |
| Getafe C. F. "B" · España     | 2.ª B         | 2015-16       | 3     | 0     | 0      | ―                | ―                | ―                | ―                     | ―                     | ―                     | 3     | 0     | 0      |
| Getafe C. F. "B" · España     | Total club    | Total club    | 34    | 7     | 0      | 0                | 0                | 0                | 0                     | 0                     | 0                     | 34    | 7     | 0      |
| Getafe C. F. · España         | 1.ª           | 2014-15       | 6     | 0     | 0      | 5                | 0                | 0                | ―                     | ―                     | ―                     | 11    | 0     | 0      |
| Getafe C. F. · España         | 1.ª           | 2015-16       | 17    | 1     | 0      | 0                | 0                | 0                | ―                     | ―                     | ―                     | 17    | 1     | 0      |
| Getafe C. F. · España         | 2.ª           | 2016-17       | 12    | 2     | 1      | —                | —                | —                | ―                     | ―                     | ―                     | 12    | 2     | 1      |
| Getafe C. F. · España         | Total club    | Total club    | 35    | 3     | 1      | 5                | 0                | 0                | 0                     | 0                     | 0                     | 40    | 3     | 1      |
| Cultural Leonesa · España     | 2.ª           | 2017-18       | 40    | 6     | 11     | 2                | 1                | 1                | ―                     | ―                     | ―                     | 42    | 7     | 12     |
| Cultural Leonesa · España     | Total club    | Total club    | 40    | 6     | 11     | 2                | 1                | 1                | 0                     | 0                     | 0                     | 42    | 7     | 12     |
| Norwich City F. C. Inglaterra | 2.ª           | 2018-19       | 38    | 8     | 12     | 3                | 0                | 4                | ―                     | ―                     | ―                     | 41    | 8     | 16     |
| Norwich City F. C. Inglaterra | 1.ª           | 2019-20       | 36    | 1     | 7      | 3                | 0                | 1                | ―                     | ―                     | ―                     | 39    | 1     | 8      |
| Norwich City F. C. Inglaterra | 2.ª           | 2020-21       | 39    | 15    | 16     | 2                | 0                | 0                | ―                     | ―                     | ―                     | 41    | 15    | 16     |
| Norwich City F. C. Inglaterra | Total club    | Total club    | 113   | 22    | 35     | 8                | 0                | 5                | 0                     | 0                     | 0                     | 121   | 24    | 40     |
| Aston Villa F. C. Inglaterra  | 1.ª           | 2021-22       | 35    | 4     | 6      | 2                | 0                | 0                | ―                     | ―                     | ―                     | 37    | 4     | 6      |
| Aston Villa F. C. Inglaterra  | 1.ª           | 2022-23       | 38    | 5     | 2      | 3                | 0                | 1                | ―                     | ―                     | ―                     | 41    | 5     | 3      |
| Aston Villa F. C. Inglaterra  | 1.ª           | 2024-25       | 5     | 0     | 0      | 2                | 1                | 0                | 2                     | 0                     | 0                     | 9     | 1     | 0      |
| Aston Villa F. C. Inglaterra  | Total club    | Total club    | 78    | 9     | 8      | 7                | 1                | 1                | 2                     | 0                     | 0                     | 87    | 10    | 9      |
| Bayer Leverkusen              | 1.ª           | 2024-25       | 11    | 2     | 0      | 1                | 0                | 0                | 0                     | 0                     | 0                     | 12    | 2     | 0      |
| Bayer Leverkusen              | Total clu     | Total clu     | 11    | 2     | 0      | 1                | 0                | 0                | 0                     | 0                     | 0                     | 12    | 2     | 0      |
| Total carrera                 | Total carrera | Total carrera | 311   | 49    | 55     | 23               | 2                | 7                | 2                     | 0                     | 0                     | 336   | 51    | 62     |

## Palmarés

### Títulos nacionales
| Título           | Club         | País       | Año     |
| ---------------- | ------------ | ---------- | ------- |
| EFL Championship | Norwich City | Inglaterra | 2018-19 |
| EFL Championship | Norwich City | Inglaterra | 2020-21 |

### Distinciones individuales
| Distinción                                      | Año     |
| ----------------------------------------------- | ------- |
| Mejor jugador de la EFL Championship            | 2020-21 |
| Miembro del PFA Team of the Year                | 2020-21 |
| Miembro del equipo Ideal de la EFL Championship | 2020-21 |
| Mejor jugador del Norwich City                  | 2020-21 |